# Diamond DA40

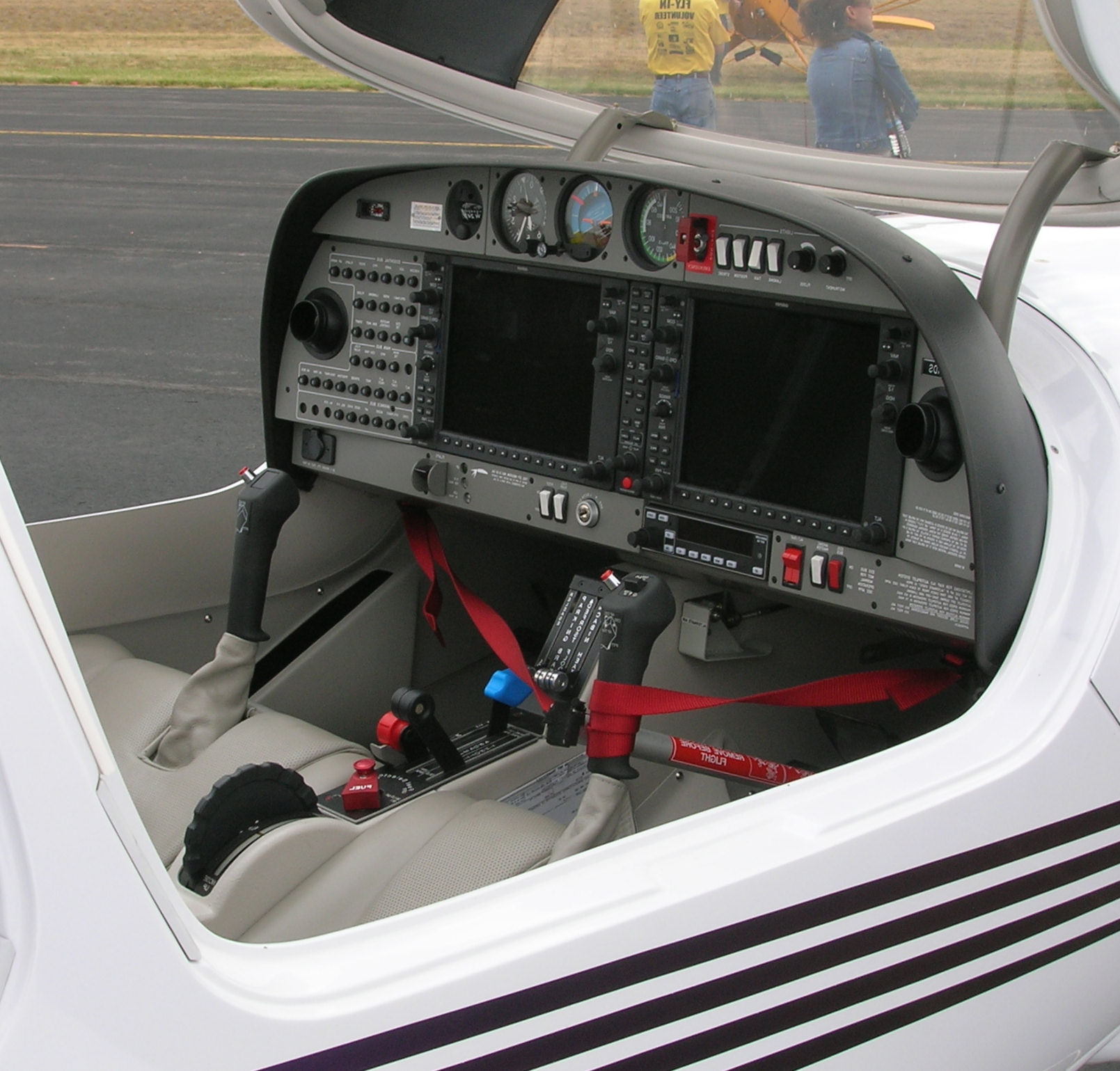
Кокпит Diamond DA40

Diamond DA40 Diamond Star (ДА40 «Даймонд Стар») — четырёхместный одномоторный поршневой самолёт.
Разработка компании Diamond Aircraft Industries. Собран из композитных материалов (кроме шасси и колёс). Развитие предшествующей успешной двухместной модели Diamond DA20. Имеет три модификации: DA-40-XL, DA-40-FP и DA-40-TDI. DA-40-TDI оборудуется дизельным двигателем.
Часто используется для начальных тренировок лётчиков. Особенно популярен среди авиационных академий Китая, Турция, Объединенных Арабских Эмиратов, Малайзии, России, Украины и Европы.

## Лётно-технические характеристики
- Двигатель 4-цилиндровый Лайкоминг IO-360-M1A (165 л.с.)

или Austro Engine E4-A
или Austro Engine AE 300
- Пропеллер Hartzell, изменяемого шага, реверсивный
- БРЭО:
основной дисплей полётной информации (Primary Flight Display, PFD)
многофункциональный дисплей MFD EX5000C
аудиопанель GMA 1347
интегрированная система управления авионикой G1000 (Intergrated Avionics Suite)
- Система предупреждения приближения к земле (Garmin G1000)
- Максимальная скорость: 320 км/ч
- Максимальная высота: 5000 метров
- Дальность с полным топливным баком: 1455 км

### Массо-габаритные характеристики
- Число мест: на 4 человека: 1 пилот и 3 пассажира (или 2 пилота и 2 пассажира)

- Максимальная масса: 1280 кг
- Грузоподъемость: 340 кг
- Размах крыла: 11.63 метра
- Длина: 8.06 метра
- Высота: 1.97 метра
- Запас топлива: 106 литров
- Диаметр винта: 1,90 м

## На вооружении
- Украина — в декабре 2015 года государственной пограничной службе Украины передали пять DA40 (ранее использовавшихся Кировоградской лётной академией Национального авиационного университета)[2].
- Украина — в г. Харькове появились официальный дистрибьютор Diamond Aircraft Industries, авиационный центр «Rotor Aero», который в том числе проводит обучение курсантов на самолётах DA 40

## Лицензионное производство
В 2010-х годах Diamond Aircraft заключила лицензионные соглашения на локализацию ряда моделей самолётов, в том числе в августе 2013 года был заключён договор между Ростехом и Diamond Aircraft Industries об организации сборки в Екатеринбурге лёгких одномоторных четырёхместных самолётов DA-40 с поршневым двигателем. с российским предприятием «Уральский завод гражданской авиации». На 2021 год в России изготовлено 150 самолётов DA40.

## Аварии и катастрофы
- 8 мая 2014 года, в Ульяновской области во время тренировочного полёта потерпел катастрофу самолёт Diamond DA40. Погибли курсант и инструктор[4].
- 18 июня 2015 года, в Оренбургской области во время тренировочного полёта при заходе на посадку потерпел катастрофу самолёт Diamond DA-40. Погибли курсант и пилот-инструктор[5].